# Himma
Himma är en ort i Estland. Den ligger i Laheda kommun och landskapet Põlvamaa, i den sydöstra delen av landet, 210 km sydost om huvudstaden Tallinn. Himma ligger 87 meter över havet och antalet invånare är 101.
Terrängen runt Himma är platt. Runt Himma är det glesbefolkat, med 9 invånare per kvadratkilometer. Närmaste större samhälle är Võru, 17,3 km söder om Himma. I omgivningarna runt Himma växer i huvudsak blandskog.